# 前田亜美
前田 亜美（まえだ あみ、1995年〈平成7年〉6月1日 - ）は、日本の女優、タレント。東京都出身。オスカープロモーション所属。女性アイドルグループ・AKB48の元メンバーである。愛称は「あーみん」。かつてはブレンデンを経てAKS（2008年 - 2010年・2014年1月 - 2016年8月）、フロスツゥー（2010年 - 2013年12月）に所属していた。

## 略歴
2008年
- 12月、『AKB48 第四回研究生（7期生）オーディション』に合格。

2009年
- 8月23日に開催された『読売新聞創刊135周年記念コンサート AKB104選抜メンバー組閣祭り』の夜公演にて、同年10月よりチームAメンバーに昇格することが発表された[3]。なお、新チーム公演開始の延期が続き、チームA 6th Stage「目撃者」公演の初日は2010年7月27日までずれ込んだ[4]。そのため、岩佐美咲とともに7期生最後の昇格者となった[5]。

2010年
- 2月17日発売のAKB48の15枚目のシングル「桜の栞」のカップリング曲「遠距離ポスター」を歌う7人組ユニット「チームPB」のメンバーに選ばれる[6][7]。
- 3月25日に開催されたコンサート『AKB48 満席祭り希望 賛否両論』にて、芸能事務所フロスツゥーへの移籍打診が発表され[Blog 1][8]、その後正式に所属。
- 9月21日に開催された『AKB48 19thシングル選抜じゃんけん大会』では5位で、自身初のメディア選抜入りを果たした。

2011年
- 4月30日、ティーン向け雑誌『ラブベリー』（徳間書店）の専属モデルになることが本人のブログで明らかになった[Blog 2]。
- 5月から6月にかけて実施された『AKB48 22ndシングル選抜総選挙「今年もガチです」』では37位で、アンダーガールズ入りを果たした[Blog 3]。
- 9月20日に開催された『AKB48 24thシングル選抜じゃんけん大会』では7位で、選抜入りを果たした[Blog 4]。
- 12月17日、入山杏奈・加藤玲奈とともに香港・西九龍中心で開催された握手会・イベントに参加[9]。

2012年
- 5月から6月にかけて実施された『AKB48 27thシングル選抜総選挙』では42位で、ネクストガールズ入りを果たした[Blog 5]。
- 8月24日、『AKB48 in TOKYO DOME〜1830mの夢〜』初日公演において、チームKへ異動することが発表された[Blog 6][10]。
- 9月18日に開催された『AKB48 29thシングル選抜じゃんけん大会』ではベスト16入りし、選抜入り[11]。AKB48グループ全メンバー中、じゃんけん大会3大会連続で選抜入りした唯一のメンバーとなった[5]。
- 11月1日、チームKに異動[12]。チームKウェイティング公演のスターティングメンバーとして新チームでの活動を開始する[13]。

2013年
- 5月から6月にかけて実施された『AKB48 32ndシングル選抜総選挙』では53位となり、フューチャーガールズに選出される[Blog 7]。

2014年
- 1月1日、AKSに移籍[Blog 8]。
- 2月24日、Zepp DiverCityで開催された『AKB48グループ大組閣祭り』において、チームAへの異動が発表される[14]。
- 4月24日、チームAに異動。
- 5月から6月にかけて実施された『AKB48 37thシングル選抜総選挙』では70位で、アップカミングガールズに選出された[Blog 9]。

2016年
- 6月2日、田原総一朗「ド〜なる？！ド〜する？！AKB48」公演 前田亜美生誕祭にて卒業を発表[15]。
- 8月29日に行われた「M.T.に捧ぐ」公演での卒業公演をもって、AKB48としての活動を終了[Blog 10]。
- 9月27日に自身のTwitterにて、オスカープロモーションに所属することを公表した[16]。

2020年
- 10月7日、自身でプロデュースした初めての写真集『前田亜美1stフォトブック AMI』を発売[17]。

## 人物
3人姉妹の次女。左右対称の字で「偏る事なく、全てに優しく思いやりのある子になるように」という思いを込め、母と姉の名前から取り「亜美」と名付けられた。
チャームポイントは濃い眉毛と長い手足。小学生の時、眉毛がもとでいじめに遭ったこともあるが、クラスメイトが細く剃っていても、自身はずっと剃らないままでいた。ファンから「眉毛の子」などと呼ばれることについて、「名前が覚えられなくたって眉毛で覚えてもらえるっていいことだよね」と語っている。
2013年に日本公開されたアニメ映画『シュガー・ラッシュ』に登場するキャラクターのヴァネロペ・フォン・シュウィーツに似ていると話題になり、情報番組『ZIP!』（日本テレビ）で紹介された。番組内では同作の配給会社であるウォルト・ディズニー・ジャパンの担当者へのインタビューが行われ、（前田とヴァネロペが）似ているということが興行成績に貢献している可能性が十分にあるなどと言及されたほか、前田本人もインタビュー出演をした。
女優志望。
憧れのモデルには長谷川潤を挙げている。
横町ももこと親交が深い。
元SUPER☆GIRLSの前島亜美と名前が似ている事から、前島が芸能活動休止を発表した際に両者を混同するメッセージなどが多かったため「『島』と『田』を間違えてるよー！」とTwitterで発言した。

### AKB48
加入当時は、なかなかダンスが覚えられず、レッスン中に叱られ、帰り道で涙したこともあった。
同期の小森美果のことを「相方で大事な存在」「親友」と述べており、小森の卒業・引退後も交流を続けている。
大家志津香や指原莉乃からは妹のように目を掛けられており、大家は挨拶の仕方から教えてくれた恩人、指原については「さっしーがお母さん」とも言うほどで、亜美のブログにおいて指原とのツーショット写真が度々掲載されていた。
尊敬するメンバーは宮澤佐江。憧れのメンバーは前田敦子。茂木忍からは憧れの存在として挙げられており、コロナ禍の自粛期間中には一緒にオンライン飲み会を行うなど、卒業後も交流が続いている。
Google+における、AKB48グループの部活動では美術部に所属、2012年に開催された『AKB美術部展覧会〜額だけ立派ですいません！〜』では絵画を出品した。
2010年に発売されたシングル「ポニーテールとシュシュ」のカップリング曲で、自身が松井玲奈とともにセンターを務めた楽曲「盗まれた唇」が発表から約4年後に行われた『AKB48 リクエストアワーセットリストベスト200 2014』で62位に初ランクイン、さらに翌年の『AKB48 リクエストアワーセットリストベスト1035 2015』では23位にランクインした。

## AKB48在籍時の参加楽曲

### シングルCD選抜楽曲
- 「RIVER」に収録
  - 君のことが好きだから - 「アンダーガールズ」名義
- 「桜の栞」に収録
  - 遠距離ポスター - 「チームPB」名義
- 「ポニーテールとシュシュ」に収録
  - 盗まれた唇 - 「アンダーガールズ」名義
- 「ヘビーローテーション」に収録
  - 野菜シスターズ - 「野菜シスターズ」名義
- 「Beginner」に収録
  - 僕だけのvalue - 「アンダーガールズ」名義
- チャンスの順番
  - 胡桃とダイアローグ - 「チームA」名義
  - 予約したクリスマス
- 「桜の木になろう」に収録
  - 偶然の十字路 - 「アンダーガールズ」名義
- 「Everyday、カチューシャ」に収録
  - ヤンキーソウル
- 「フライングゲット」に収録
  - 青春と気づかないまま
  - 抱きしめちゃいけない - 「アンダーガールズ」名義
  - 野菜占い - 「野菜シスターズ2011」名義
- 「風は吹いている」に収録
  - 君の背中 - 「アンダーガールズ」名義
- 上からマリコ
  - 隣人は傷つかない - 「チームA」名義
- 「GIVE ME FIVE!」に収録
  - ユングやフロイトの場合 - 「スペシャルガールズC」名義
- 「真夏のSounds good !」に収録
  - 3つの涙 - 「スペシャルガールズ」名義
- 「ギンガムチェック」に収録
  - ドレミファ音痴 - 「ネクストガールズ」名義
- 「UZA」に収録
  - スクラップ&ビルド - 「Team K」名義
- 永遠プレッシャー
- 「So long !」に収録
  - 夕陽マリー - 「大島TeamK」名義
- 「さよならクロール」に収録
  - How come ? - 「Team K」名義
- 「恋するフォーチュンクッキー」に収録
  - 推定マーマレード - 「フューチャーガールズ」名義
- 「ハート・エレキ」に収録
  - 細雪リグレット - 「Team K」名義
- 「前しか向かねえ」に収録
  - 君の嘘を知っていた - 「Beauty Giraffes」名義
- 「ラブラドール・レトリバー」に収録
  - 君は気まぐれ - 「Team A」名義
- 「心のプラカード」に収録
  - チューインガムの味がなくなるまで - 「アップカミングガールズ」名義
- 「希望的リフレイン」に収録
  - 従順なSlave - 「Team A」名義
  - Reborn - 「チームサプライズ」名義
- 「唇にBe My Baby」に収録
  - やさしい place - 「Team A」名義
  - マドンナの選択 - 「れなっち総選挙選抜」名義
- 「君はメロディー」に収録
  - M.T.に捧ぐ - 「横山Team A」名義
- 「翼はいらない」に収録
  - Set me free - 「TeamA」名義

### アルバムCD選抜楽曲
- 『神曲たち』に収録
  - 君と虹と太陽と
- 『ここにいたこと』に収録
  - Overtake - 「チームA」名義
  - わがままコレクション
  - ここにいたこと - 「AKB48+SKE48+SDN48+NMB48」名義
- 『1830m』に収録
  - Hate - 「チームA」名義
  - ぐ〜ぐ〜おなか
  - 青空よ 寂しくないか? - 「AKB48+SKE48+NMB48+HKT48」名義
- 『次の足跡』に収録
  - 共犯者 - 「Team K」名義
- 『ここがロドスだ、ここで跳べ!』に収録
  - Oh! Baby! - 「高橋Team A」名義
- 『0と1の間』に収録
  - Clap - 「Team A」名義

### 劇場公演ユニット曲
チームK 4th Stage「最終ベルが鳴る」
- ごめんねジュエル（バックダンサー）

チームA 5th Stage「恋愛禁止条例」
- スコールの間に（バックダンサー）
- 真夏のクリスマスローズ（バックダンサー）

チームK 5th Stage「逆上がり」
- 抱きしめられたら（河西智美のアンダー）

チームB 4th Stage「アイドルの夜明け」
- 片思いの対角線（バックダンサー）
- 残念少女（渡辺麻友のアンダー）

チーム研究生「アイドルの夜明け」公演
- 残念少女

THEATRE G-ROSSO「夢を死なせるわけにいかない」公演
- Bye Bye Bye（小嶋陽菜・小林香菜・仁藤萌乃のスタンバイ）

チームA 6th Stage「目撃者」
- サボテンとゴールドラッシュ

大島チームK ウェイティング公演
- 片思いの対角線（チームB 4th Stage「アイドルの夜明け」公演、小森美果のポジション）
- 向日葵（ひまわり組 1st Stage「僕の太陽」、篠田麻里子のポジション、松井珠理奈のアンダー）
- 誘惑のガーター（SDN48 1st Stage「誘惑のガーター」、穐田和恵のポジション）
- キャンディー（チームB 5th Stage「シアターの女神」、河西智美のポジション、松井珠理奈のアンダー）

チームKウェイティング公演II「最終ベルが鳴る」公演
- ごめんね ジュエル

チームA「恋愛禁止条例」公演
- 真夏のクリスマスローズ（古畑奈和のユニットアンダー）
- 恋愛禁止条例（岩田華怜のユニットアンダー）

田原総一朗「ド〜なる?!ド〜する?!AKB48」公演
- Bye Bye Bye（ひまわり組 2nd Stage「夢を死なせるわけにいかない」、高橋みなみのポジション）

チームA 7th Stage「M.T.に捧ぐ」
- リスケ（小嶋陽菜のアンダー）
- 負け男（岩田華怜〈岩鷹レン〉卒業公演後、男装でダンス担当）

## 出演

### テレビドラマ
- マジすか学園 最終話（2010年3月26日、テレビ東京） - 馬路須加女学園生徒 役
- マジすか学園2 第2話 - 最終話（2011年4月22日 - 7月1日、テレビ東京） - まゆげ 役
- So long ! 第2夜（2013年2月12日、日本テレビ）
- イタイケに恋して 第8話（2021年8月26日、読売テレビ・日本テレビ） - 黒岩海華 役

### 映画
- アニメ女子・外伝〜藍の翼・カーレッジ〜（2019年1月5日公開） - 主演・天川凛 役[30]

### バラエティ
- Rの法則（2011年2月23日・3月30日 - 2016年3月28日、NHK教育（NHK Eテレ）） - 第1期R'sメンバー
- 王様のデザート（2018年3月31日 - 、TBS）
- 所さんお届けモノです!（2021年5月30日 -、MBS） - レポーター（不定期出演）・アシスタント[注釈 1]
- チャリダー★快汗!サイクルテクニック（2021年11月6日 -、NHK BS1） - 広報委員会、他・準レギュラー（不定期出演）[32]

### 舞台
- 月よりの侍（2015年2月15日 - 3月1日、新宿シアターモリエール） - 吉岡珠子 役[33]
- Toy Late Lie 第1回仮設公演『思春〜遥かなるオヤジーデ〜』（2016年2月3日 - 7日、シアターグリーン BIG TREE THEATER） - 主演・京香 役[34]
- 劇団TEAM-ODAC 第20回本公演『saigoノbansan（2016）』（2016年3月16日 - 20日、全労済ホール／スペース・ゼロ） - 桃尾鈴 役
- LIVEDOGプロデュース『オレンジノート』（2016年6月22日 - 26日、新宿村LIVE）[35]
- SEPT Vol.6『SANZ』（2016年8月17日 - 21日、新宿村LIVE）- 主演・小野寺優 役[36]
- 劇団TEAM-ODAC 第22回本公演『MOON&DAY〜うちのタマ知りませんか？』(2016年9月7日 - 11日、草月ホール） - 山田トミ子 役[37]
- Pure Smile presents『おおばかもの〜おおばかものだけど、わるいやつらではない〜』（2016年10月26日 - 30日、草月ホール） - 葉山南 役[38]
- D'TOT 7th Act『緋色八犬伝』（2017年2月2日 - 5日、博品館劇場）- 主演・犬塚信乃（城之戸姫） 役[39]
- 刀屋壱 第4回イベント公演『飄〜Hyo〜』（2017年5月13日・14日、シアターサイバード）
- SEPT Vol.7『FATALISM』（2017年8月3日・4日、博品館劇場）- 織譜 役
- 刀屋壱 第5回イベント公演『闘〜Tou〜』（2017年9月19日・20日、シアターサイバード）
- HYBRID PROJECT Vol.16『さよならヨールプッキ』（2017年9月10日、シアターサンモール）- 日替わりゲスト
- 劇団TEAM-ODAC 第26回本公演『岸和田少年愚連隊〜あの頃のハートは今もある〜』(2017年9月27日 - 10月1日、全労済ホール／スペース・ゼロ） - 千鶴 役[40]
- 刀屋壱 第6回イベント公演『者〜Sha〜』（2018年2月18日・19日、中目黒TRY）
- SOLID STARプロデュースVol.15『明るいお葬式〜るんるんは2度死ぬ〜』（2018年9月12日 - 17日、俳優座劇場） - ビッキー 役[41]
- SOLID STARプロデュースVol.16『熱血硬派くにおくん 乱闘演舞編』（2018年11月21日 - 25日、全労済ホール／スペース・ゼロ） - みさこ 役[42]
- 信長の野望・大志 夢幻～本能寺の変～（2019年5月18日、戸田市文化会館 / 21日 - 26日、シアター1010） - 茶々 役[43]

### イベント
- 編集長・前田亜美の"リアルSeventeen"（2012年8月1日、AKB48 CAFE&SHOP AKIHABARA シアターエリア）
- GirlsAward 2013 SPRING/SUMMER（2013年3月23日、国立代々木競技場第一体育館）[21]
- TiARY TV Fes!! Powered by Tokyo Street Collection（2018年9月9日、品川インターシティホール）
- Tokyo Street Collection（2019年5月3日、パシフィコ横浜 展示ホール）[44]
- 東三河宇宙ビジネスフォーラム～衛星データで拓くスーパーシティの未来～（2019年10月8日、豊橋市役所 講堂） - アシスタント[45]

### CM・広報
- 髙島屋
  - 『タカシマヤ秋のSUPER全館ポイントアップウイーク』（2017年9月18日 - 26日）
  - 『タカシマヤ春のSUPER全館ポイントアップウイーク』（2018年3月14日 - 21日）
- ダイドードリンコ ぷるっシュ!!ゼリー×スパークリング（2018年2月26日 - ）- OL役
- みんなの宇宙（ソラ）プロジェクト （2018年12月 - ）- みんソラコミュニケーター[46]
- 総務省 『2019年10月1日、自動車の税が大きく変わります』（2019年4月1日） - 広報ポスター[47]
- JAXA（2020年5月18日 - ）- 「こうのとり」9号機応援アンバサダー[Blog 16]

## 書籍

### 写真集
- 前田亜美1stフォトブック AMI（2020年10月7日、KADOKAWA、ISBN 978-4-04-604791-5）
- デジタル写真集「偶然の世界線」（2021年5月31日、集英社）[48]
- デジタル写真集「【デジタル限定】前田亜美写真集『アレキサンドライト』」（2025年6月1日、集英社）[49]

### 雑誌連載
- ニコ☆プチ（新潮社）
- ラブベリー（2011年6月号 - 2012年3月号、徳間書店） - 専属モデル。「あーみんのトツゲキ♥ルポ TOKYOさんぽ」を連載。

### カレンダー
- 前田亜美 2011年カレンダー（2010年9月30日、ハゴロモ）[50]
- 前田亜美 2012年カレンダー（2011年11月19日、ハゴロモ）
- 卓上 前田亜美 2013年カレンダー（2012年12月7日、ハゴロモ）
- 卓上 前田亜美 2014年カレンダー（2013年12月6日、ハゴロモ）